# Willy Sulzbacher
Willy Sulzbacher (Saint-Cloud, 7 agosto 1876 – Parigi, 15 agosto 1908) è stato uno schermidore tedesco.
Partecipò ai Giochi della II Olimpiade che si svolsero a Parigi nel 1900. Prese parte alla gara di spada individuale, in cui fu eliminato al primo turno.